# N-Methyl-D-aspartatsyre
N-Methyl-D-aspartatsyre eller N-Methyl-D-aspartat (NMDA) er et aminosyrederivat der agerer en specifik agonist på NMDA-receptoren, og gengiver glutamats handlingsmønster, den neurotransmitter der normalt agerer ved receptoren. I modsætning til glutamat, binder regulerer NMDA sig kun til NMDA, og har ingen effekt på andre glutamatreceptorer (såsom dem for AMPA og kainat). NMDA-receptorer er specielt vigtigt når de bliver overaktive ved frigørelse fra alkohol, da det skaber symptomer såsom agitation og, nogle gange, epileptiskagtige anfald.